# 토지형질변경
토지형질변경이란 절토(切土), 성토(盛土), 정지, 포장 등의 방법으로 토지의 형상을 변경하는 행위를 말한다.